# Вулиця Танкістів (Черкаси)
Ву́лиця Танкі́стів — вулиця в Черкасах.

## Розташування
Вулиця починається від території автокооперативу «Карбюратор», який знаходиться поряд із залізницею. Простягається на південний захід, впираючись у вулицю Оборонну.

## Опис
Вулиця вузька, асфальтована.

## Походження назви
Вулиця була утворена 1975 року і названа на честь танкістів, які звільняли місто Черкаси в 1943 році.

## Будівлі
По вулиці розташовані лише приватні будинки.